# Amador Vieira
Amador Vieira, também chamado de Rei Amador ou Amador dos Angolares (Capitania de São Tomé, c. 1550 - 14 de janeiro de 1596, Capitania de São Tomé), foi um líder antiescravista e anticolonial santomense, responsável pela maior revolta contra o domínio português na ilha de São Tomé antes do processo de independência nacional de São Tomé e Príncipe.
Tornou-se rei da primeira entidade nacional independente na ilha de São Tomé, o Reino dos Angolares, declarando-se também "capitão-general de guerra" dos exércitos angolares, que somavam cerca de 5 mil homens na ativa, ou mais da metade dos escravizados da ilha. Também atribuiu a si o título de libertador de todos os cativos, mimetizando a libertação messiânica.

## Biografia
Amador Vieira seria um filho de escravos angolares nascido em algum ponto da ilha de São Tomé, nas cercanias de 1550. Como escravo, era de propriedade de um escravagista português de nome Bernardo Vieira.

### A revolta e o Reino dos Angolares
Sua revolta começou em 9 de julho de 1595, na batalha de Trindade, onde ocorreu a tomada da igreja de Trindade durante uma missa, onde todos os brancos foram mortos; na igreja, Amador declara-se rei e capitão-general, fundando o efémero Reino dos Angolares, com domínio inicial sobre São João dos Angolares e o centro da ilha.
Em 14 de julho de 1595 os angolares empreenderiam a batalha de São Tomé, onde tomaram a cidade de São Tomé por completo, restando unicamente o Forte de São Sebastião, com uma pequena guarnição portuguesa. A guarnição permaneceu sitiada até janeiro de 1596.
Em 4 de janeiro de 1596, após uma traição, as posições de Amador seriam entregues, e a batalha de São Sebastião definiu o fim do reino, com os principais comandantes rebeldes sendo presos e enforcados; o próprio Amador foi enforcado e esquartejado em 14 de janeiro, com seus restos mortais sendo espalhados pela ilha. Durante a batalha final da insurreição foram destruídos mais de setenta engenhos de açúcar, enquanto apenas 25 ficaram intactos. A produção do açúcar em São Tomé e Príncipe nunca mais chegaria ao seu nível de antes da revolta. A revolta acelerou o declínio da indústria açucareira do arquipélago que tinha começado por volta de 1580.

## Divergências históricas
Por permear o imaginário da população escravizada, a história de Amador cercou-se de lendas, que aliadas aos escassos relatos oficiais — basicamente o manuscrito Relatione uenuta dall’ Isola di S.Tomé, de autoria anônima, atualmente depositada na Biblioteca Apostólica Vaticana e os "Relatos de padre Manuel do Rosário Pinto em São Tomé", atualmente depositados na Biblioteca Nacional da Ajuda —, pouco ajudam a definir precisamente datas, nomes, locais e acontecimentos. Existe divergência de datas que põe as revoltas de Amador como ocorridas em pouco mais de três semanas, enquanto que outra afirma estenderam-se por meses.
Outra divergência importante é sobre quem seria seu proprietário enquanto escravo, com uma das fontes apontando um português chamado Bernardo Vieira e outra um português chamado somente como Dom Fernando.

## Legado e homenagens
- Em São Tomé e Príncipe, o dia 4 de janeiro foi declarado feriado em sua homenagem, celebrado pela primeira vez em 2005.[3]
- Um clube de futebol conhecido como União Desportiva Rei Amador leva o seu nome.[4]
- Amador foi retratado em uma nota de 5.000 dobras são-tomenses. Todas as notas também traziam no anverso o retrato do Rei Amador até 2017. A sua imagem é uma criação contemporânea atribuída ao pintor Pinásio Pina por não existirem retratos reais do soberano.[5] Também foi destaque em notas do Banco de Cabo Verde.
- Em 2004, durante o Ano Internacional da Luta contra a Escravatura e pela Abolição, o então secretário-geral das Nações Unidas Kofi Annan ergueu uma estátua em honra a Amador Vieira em São Tomé e Príncipe.[6]